# Brie-sous-Archiac
Brie-sous-Archiac ist eine französische Gemeinde mit 225 Einwohnern (Stand: 1. Januar 2022) im Département Charente-Maritime in der Region Nouvelle-Aquitaine (vor 2016 Poitou-Charentes); sie gehört zum Arrondissement Jonzac und zum Kanton Jonzac. Die Einwohner werden Briçois genannt.

## Geographie
Brie-sous-Archiac liegt etwa 88 Kilometer nordnordöstlich von Bordeaux. Nachbargemeinden von Brie-sous-Archiac sind Arthenac im Nordwesten und Norden, Saint-Eugène im Norden und Nordosten, Guimps im Osten, Saint-Ciers-Champagne im Süden sowie Allas-Champagne im Westen.

## Bevölkerungsentwicklung
| Jahr                       | 1962 | 1968 | 1975 | 1982 | 1990 | 1999 | 2006 | 2019 |
| Einwohner                  | 374  | 337  | 312  | 276  | 275  | 245  | 232  | 235  |
| Quellen: Cassini und INSEE |      |      |      |      |      |      |      |      |

## Sehenswürdigkeiten
- Kirche Notre-Dame aus dem 13. Jahrhundert

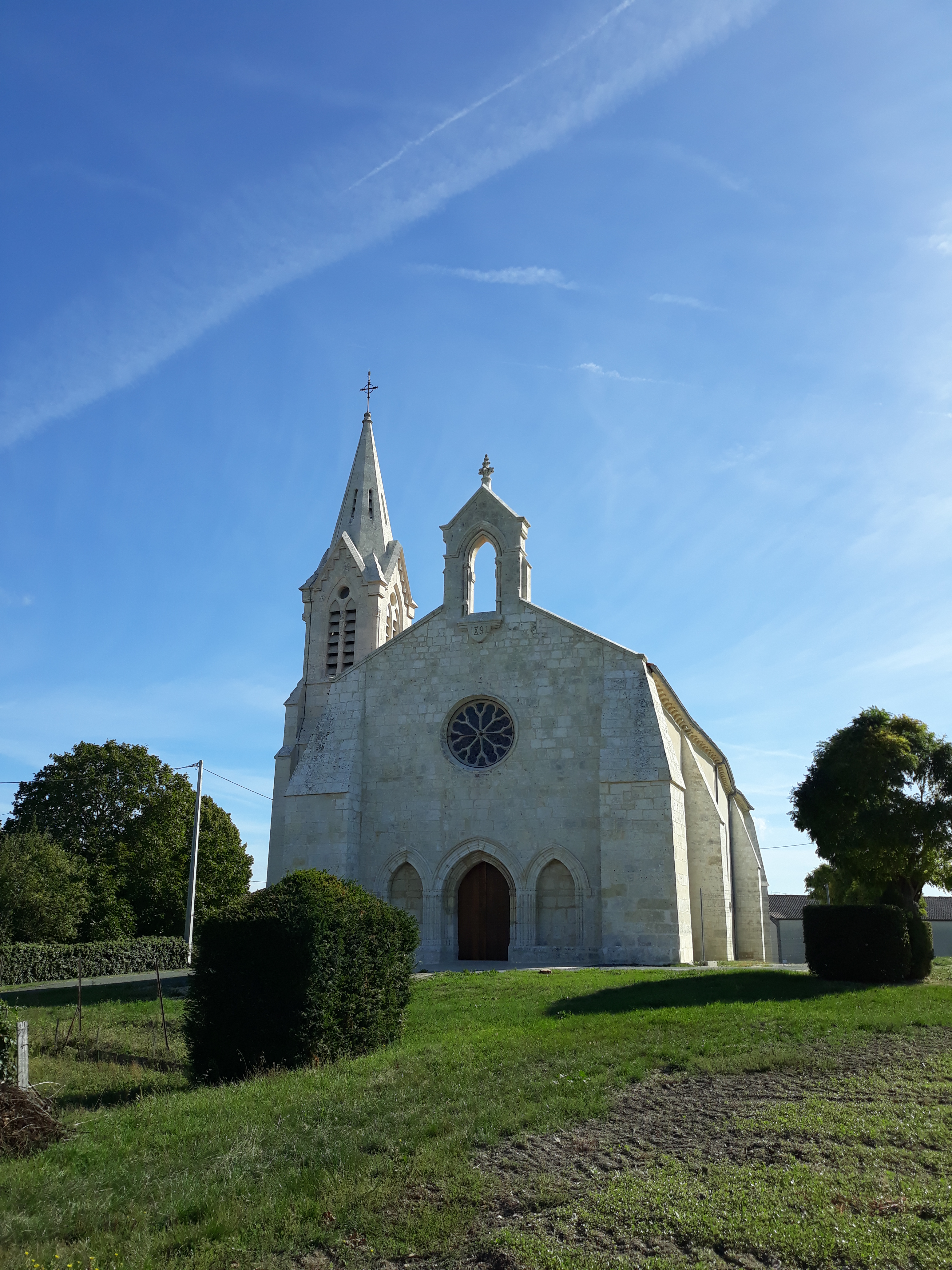
Kirche Notre-Dame